# Maurice Henrie
 (août 2022).
Maurice Henrie, né le 19 décembre 1936 à Rockland et mort le 1er octobre 2024 à Orléans, est un professeur universitaire, un fonctionnaire fédéral canadien et un écrivain francophone. Il a travaillé dans de nombreux ministères fédéraux et dans plusieurs organismes centraux, De 1988 à 2022, il a publié des romans, des recueils de nouvelles, des ouvrages satiriques sur la Fonction publique, des essais et des récits littéraires. Il est le récipiendaire de nombreux prix, dont le prix Trillium, en 1996, pour son roman Un balcon dans le ciel. Ses écrits sont traduits en plusieurs langues et utilisés en pédagogie dans diverses institutions au Canada, aux États-Unis et en Europe[réf. nécessaire].

## Biographie

### Éducation et enseignement
Maurice Henrie est né en Ontario, le 19 décembre 1936. Il a fait ses études à l'Université d'Ottawa, où il a reçu son baccalauréat. Il a ensuite obtenu une maîtrise ès arts, après avoir rédigé une thèse sur Albert Camus, puis un doctorat en lettres, après avoir terminé des recherches à Paris et une thèse sur André Gide. Il a aussi étudié la pédagogie au Ontario College of Education, à Toronto. Il a ensuite enseigné les langues et le théâtre dans des écoles secondaires de l'Ontario, à l'Université d'Ottawa et à l'Université Carleton. Enfin, il a étudié et enseigné la gestion durant son séjour dans la Fonction publique fédérale.

### Expérience et affaires publiques
Il a participé à un grand nombre d'activités publiques, notamment à des commissions d'enquête, l'une sur l'organisation du gouvernement (Glassco) et l'autre sur les services de santé (Hall). ll s'est joint à la Fonction publique fédérale et a œuvré dans différents domaines reliés aux langues officielles. Il a aussi travaillé dans une dizaine de ministères et organismes, par exemple la Commission de la Fonction publique, le Secrétariat du Conseil du Trésor, le Bureau des Relations fédérales-provinciales et du Conseil privé, et les Affaires étrangères.

### Langues officielles et Tribunal de la concurrence
Il a participé à la rédaction de la version originale de la Loi sur les langues officielles et, sous la direction du premier Commissaire aux langues officielles, à sa mise en œuvre au Canada et dans les ambassades canadiennes à l'étranger. Enfin, en 1986, il a participé à la création du premier Tribunal de la concurrence touchant l'économie, les affaires et le droit. Ce Tribunal est composé de juges de la Cour fédérale et de membres non juristes.

### Activités politiques
À titre de fonctionnaire, il a occupé pendant environ cinq ans le poste officiel de conseiller politique auprès de deux Premiers ministres du Canada, messieurs Pierre Trudeau et Joe Clark. Il était chargé, par exemple, de rédiger leur correspondance avec les premiers ministres provinciaux, de fournir des briefings lors de leur déplacement au pays ou à l'étranger, d'assister aux réunions de plusieurs comités du Cabinet et de mettre leurs décisions par écrit, de faire rapport sur les activités et les positions provinciales, enfin d'organiser à Ottawa des réunions fédérales-provinciales entre les premiers ministres du pays.

### Littérature et écriture
Maurice Henrie a publié chez différentes maisons d'édition vingt-trois livres, tous enregistrés à la Bibliothèque nationale. Cinq sont des romans, douze des recueils de nouvelles et six des recueils d'essais. Plusieurs de ses livres ont été traduits en anglais et en espagnol, en tout ou en partie[à préciser dans la bibliographie]. Ils lui ont mérité de nombreux prix littéraires, dont le prix Trillium et six fois le prix d'excellence de la ville d'Ottawa et de l'ancienne Municipalité régionale d'Ottawa-Carleton (MROC). La ville de Paris a aussi invité l'auteur à venir lire des extraits de son œuvre devant un public parisien.
Il a aussi publié un bon nombre d'articles dans différentes revues et anthologies. Notamment, dans Nouvelles d'Amérique, Dix ans de nouvelles, Nouvelles d'ici et d'ailleurs, Virages, Art Le Sabord, XYZ, La Revue de la nouvelle et Les Écrits.

### Diffusion
Ses livres sont ou étaient enseignés dans l'entreprise privée, dans les écoles secondaires canadiennes, dans les universités du Québec, de l'Ontario, des États-Unis, d'Italie et d'Allemagne. Les ministères de l'Éducation de l'Ontario et du Manitoba se servent des livres de Henrie dans des tests d'aptitude et des programmes pédagogiques[réf. nécessaire].  
Ils ont fait l'objet de deux thèses par des étudiants des universités d’Ottawa et de Waterloo. 

### Décès
Maurice Henrie meurt à Orléans en Ontario le 1er octobre 2024 à l'âge de 87 ans,.

### Romans
- 1995 : Le Balcon dans le ciel, Prise de parole, grand prix du Salon du livre de Toronto[7], prix Trillium[2], prix Ottawa-Carleton (prix du livre d'Ottawa[1])
- 2001 : Une ville lointaine, L'instant même, prix des Lecteurs de Radio-Canada
- 2007 : Le Chuchotement des étoiles, Prise de parole
- 2011 : L'enfant Cement, Prise de parole
- 2020 : Odette, Presses de l'Université d'Ottawa

### Nouvelles
- 1988 : La Chambre à mourir, L'instant même, prix Ottawa-Carleton (prix du livre d'Ottawa[1])
- 1992 : Le Pont sur le temps, Prise de parole, prix Ottawa-Carleton (prix du livre d'Ottawa[1])
- 1996 : La Savoyane, Prise de parole
- 1998 : Fleurs d'hiver, Prise de parole
- 2003 : Mémoire vive, L'instant même, prix de la ville d’Ottawa[1] et prix du quotidien Le Droit
- 2004 : Les Roses et le verglas, Prise de parole, prix du livre d'Ottawa[1]
- 2008 : Esprit de sel, Prise de parole, prix du livre d'Ottawa[1]
- 2009 : Le Jour qui tombe, L'Interligne
- 2012 : Petites pierres blanches, David, prix du quotidien Le Droit
- 2016 : Ne pleure pas Jeannette, Chardon bleu
- 2019 : La Maison aux lilas, Presses de l’Université d’Ottawa

### Essais
- 1989 : La Vie secrète des grands bureaucrates, Asticou
- 1990 : The Mandarin Syndrome, Presses de l'Université d'Ottawa
- 1992 : Le Petit monde des grands bureaucrates, Montagne
- 2013 : Aveux et confidences, Prise de parole
- 2017 : Le Poids du temps, Presses de l’Université d’Ottawa
- 2018 : Donc je suis, Presses de l'Université d'Ottawa
- 2022: La Tête haute, Presses de l'Université d'Ottawa

### Thèses
- 1962 : Thèse de maîtrise ès arts, La nature chez Albert Camus[8]
- 1969 : Thèse de doctorat en lettres françaises, Le mythe de l'acte gratuit chez André Gide. Lire en ligne.

### Traductions en d'autres langues
- 1990: The Mandarin Syndrome, traduction anglaise de La vie secrète des grands bureaucrates. Voir la bibliographie, c-dessus.
- 1991: The Milkwagon, The Death Room et The Dandelion, trois nouvelles traduites en anglais par Wayne Grady et publiées dans From the Country,             Camden House Publishing, Camden East.
- 1993: Las Grosellas, nouvelle traduite en espagnol et publiée dans Autores contemporaneos de Quebec, Mexico, Ediciones Coyoacan.
- 2009: Pelo de gata, nouvelle traduite en espagnol et publiée dans Otras voces canadiensis, Mexico, Universidad Nacional Autonoma de Mexico.

## Articles critiques
- Boudreau, Caroline G., Étude de l’évolution de la nouvelle franco-ontarienne depuis 1970 à travers la réception critique de l’œuvre de Maurice Henrie, thèse présentée à l’Université d’Ottawa, septembre 2009. Lire en ligne.

- Bourbonnais, Nicole, Roman sous le signe du double, Liaison, mai 1995. Lire en ligne.
- Dirks, Emily Elizabeth Anne, L’intériorité des personnages dans les nouvelles de Maurice Henrie, thèse présentée à l’Université de Waterloo, 2010. Lire en ligne.
- Fratta, Carla, Techniques narratives au service de la mémoire dans La chambre à mourir, Université italienne de Bologne, L'âge de la prose, 1992.
- Girard, Stéphane, Ce banal refus du silence, Canadian Literature, Autumn/Winter, 2011. Lire en ligne.
- Kellett-Betsos, Kathleen, La séduction, l’abject et le corps féminin dans les romans de Maurice Henrie, Voix Plurielles, N° 9, vol 1, 2012. Lire en ligne.
- Lachance, Lise, Le salut dans la fuite, Le Soleil, juillet 2001.
- Lafrance, Micheline, Des nouvelles de partout, Lettres québécoises, juillet 1993. Lire en ligne.
- Lavoie, Sébastien, Conformisme et rébellion, Lettres québécoises, été 2010.
- Lonergan, David, Le jour qui tombe, Nuit blanche, juillet/août/septembre 2010. Lire en ligne.
- Lord, Michel, Voix masculines, University of Toronto Quarterly, 2004/2005.
- Marcotte, Gilles, L'incompréhensible immensité de la vie, L'actualité, mars 1989.
- Martel, Réginald, Au-delà de la beauté formelle, La Presse, livraison du 24 janvier 1993.
- Martel, Réginald, Les effets du désir étonnants et détonnants, La Presse, livraison du 12 mai 1996.
- Mélançon, Johanne, Souvenirs et réflexions mis en nouvelles, Mémoire vive, Liaison, n° 120, 2003. Lire en ligne.
- Navarro, Pascale, Guerre et amour, Voir, 1998.
- Ouelette Michel, Une ville lointaine, de Maurice Henrie : une descente en enfer postmoderne, Revue du nouvel Ontario, n° 31, 2006. Lire en ligne (p.55)
- Paré, François, Autour de lieux symboliques, Liaison, septembre 1996.
- Paré, François, Maurice Henrie et la mise en scène de la disparition, dans La distance habitée, Nordir, Ottawa, 2003.
- Paré, François, Écrire au hasard de l'espace, Nuit blanche, juillet/août/septembre 2011. Lire en ligne.
- Pelletier, Marie-Ève, Écrire pour retrouver sa dignité, Liaison, novembre 1989. Lire en ligne.
- Sylvestre, Paul-François, La voix/voie rapide de Maurice Henrie, L'Express, Toronto, septembre 2008. Lire en ligne.
- Sylvestre, Paul-François, Les six maisons enchantées de Maurice Henrie, L'Express, Toronto, juin 2011. Lire en ligne.
- Sylvestre, Paul-François, Maurice Henrie et l'impact d'un écrivain, dans Initiative de journalisme local, décembre 2019. Lire en ligne.